# 弗洛雷斯塔
弗洛雷斯塔（義大利語：Floresta），是意大利西西里大区墨西拿廣域市的一个市镇。总面积31平方公里，人口563人，人口密度18.2人/平方公里（2009年）。ISTAT代码为083022。